# Nestoras Mitidis
Nestoras Mytidis (n. Lárnaca, 1 de junio de 1991) es un futbolista chipriota que juega en la demarcación de delantero para el Olympiakos Nicosia de la Segunda División de Chipre.

## Biografía
Tras formarse en las categorías inferiores del club, y con la llegada del entrenador Andreas Michaelides, Mitidis subió al primer equipo del AEK Larnaca, jugando en 2009 en la segunda división de Chipre y disputando dos partidos de liga. En la temporada 2010/2011, Ton Caanen alineó a Mitidis como titular del primer equipo, y el 13 de noviembre de 2010, marcó su primer gol al Ermis Aradippou. Marcó su primer gol en la Europa League en una victoria por 8-0 al Floriana FC en el Hibernians Ground. En el mercado de fichajes de verano de 2016 fichó por el Roda JC.

## Selección nacional
Tras hacer una buena temporada en 2010 con el Larnaca, el seleccionador Angelos Anastasiadis le convocó para la selección de fútbol de Chipre para jugar un partido amistoso contra Jordania, partido que finalizó con empate a cero, y donde Mitidis jugó sus primeros minutos con el combinado chipriota tras sustituir a Marinos Satsias en el minuto 64.

### Goles internacionales
| #  | Fecha                 | Estadio                               | Oponente             | Gol | Resultado | Competición                         |
| -- | --------------------- | ------------------------------------- | -------------------- | --- | --------- | ----------------------------------- |
| 1. | 13 de junio de 2015   | Estadi Nacional, Andorra la Vieja     | Andorra              | 1–1 | 1–3       | Clasificación para la Eurocopa 2016 |
| 2. | 13 de junio de 2015   | Estadi Nacional, Andorra la Vieja     | Andorra              | 1–2 | 1–3       | Clasificación para la Eurocopa 2016 |
| 3. | 13 de junio de 2015   | Estadi Nacional, Andorra la Vieja     | Andorra              | 1–3 | 1–3       | Clasificación para la Eurocopa 2016 |
| 4. | 13 de octubre de 2015 | Estadio GSP, Strovolos                | Bosnia y Herzegovina | 2–1 | 2–3       | Clasificación para la Eurocopa 2016 |
| 5. | 22 de marzo de 2017   | Estadio Antonis Papadopoulos, Larnaca | Kazajistán           | 1–1 | 3-1       | Partido amistoso                    |

## Clubes
| Club                 | País         | Año       | Part. | Goles |
| -------------------- | ------------ | --------- | ----- | ----- |
| AEK Larnaca          | Chipre       | 2009-2016 | 127   | 34    |
| Roda J. C.           | Países Bajos | 2016      | 16    | 1     |
| AEK Larnaca          | Chipre       | 2017-2018 | 27    | 5     |
| A. O. Kerkyra        | Grecia       | 2018      | 12    | 0     |
| AEL Limassol F. C.   | Chipre       | 2018-2019 | 22    | 4     |
| Panachaiki de Patras | Grecia       | 2020      | 9     | 6     |
| Levadiakos F. C.     | Grecia       | 2020-2022 | 45    | 15    |
| Panachaiki F. C.     | Grecia       | 2022-2023 | 20    | 3     |
| Olympiakos Nicosia   | Chipre       | 2023-     |       |       |

## Palmarés

### Títulos nacionales
| Título                      | Club               | País   | Año     |
| --------------------------- | ------------------ | ------ | ------- |
| Copa de Chipre              | AEL Limassol F. C. | Chipre | 2019    |
| Segunda Superliga de Grecia | Levadiakos F. C.   | Grecia | 2021-22 |